# National Basketball Association 2014-2015
La stagione della National Basketball Association 2014-2015 è la 69ª edizione del campionato NBA.

## Squadre partecipanti
- Atlanta Hawks
- Boston Celtics
- Brooklyn Nets
- Charlotte Hornets
- Chicago Bulls
- Cleveland Cavaliers
- Dallas Mavericks
- Denver Nuggets
- Detroit Pistons
- G.S. Warriors

- Houston Rockets
- Indiana Pacers
- L.A. Clippers
- L.A. Lakers
- Memphis Grizzlies
- Miami Heat
- Milwaukee Bucks
- Minnesota T'wolves
- N.O. Pelicans
- N.Y. Knicks

- Oklahoma Thunder
- Orlando Magic
- Philadelphia 76ers
- Phoenix Suns
- Portland T. Blazers
- Sacramento Kings
- San Antonio Spurs
- Toronto Raptors
- Utah Jazz
- Wash. Wizards

## Classifiche

### Classifica per Division

#### Western Conference
Northwest Division
|    | Classifica          | V  | P  | %    |
| -- | ------------------- | -- | -- | ---- |
| 1. | Portland T. Blazers | 51 | 31 | 62,2 |
| 2. | Oklahoma Thunder    | 45 | 37 | 54,9 |
| 3. | Utah Jazz           | 38 | 44 | 46,3 |
| 4. | Denver Nuggets      | 30 | 52 | 366  |
| 5. | Minnesota T'wolves  | 26 | 66 | 19,5 |

Pacific Division
|    | Classifica       | V  | P  | %    |
| -- | ---------------- | -- | -- | ---- |
| 1. | G.S. Warriors    | 67 | 15 | 81,7 |
| 2. | L.A. Clippers    | 56 | 26 | 68,3 |
| 3. | Phoenix Suns     | 39 | 43 | 47,6 |
| 4. | Sacramento Kings | 29 | 53 | 35,4 |
| 5. | L.A. Lakers      | 21 | 61 | 25,6 |

Southwest Division
|    | Classifica        | V  | P  | %    |
| -- | ----------------- | -- | -- | ---- |
| 1. | Houston Rockets   | 56 | 26 | 68,3 |
| 2. | Memphis Grizzlies | 55 | 27 | 67,1 |
| 3. | San Antonio Spurs | 55 | 27 | 67,1 |
| 4. | Dallas Mavericks  | 50 | 32 | 61,0 |
| 5. | N.O. Pelicans     | 45 | 37 | 54,9 |

#### Eastern Conference
Atlantic Division
|    | Classifica         | V  | P  | %    |
| -- | ------------------ | -- | -- | ---- |
| 1. | Toronto Raptors    | 49 | 33 | 59,8 |
| 2. | Boston Celtics     | 40 | 42 | 48,8 |
| 3. | Brooklyn Nets      | 38 | 44 | 46,3 |
| 4. | Philadelphia 76ers | 18 | 64 | 22,0 |
| 5. | N.Y. Knicks        | 17 | 65 | 20,7 |

Central Division
|    | Classifica          | V  | P  | %    |
| -- | ------------------- | -- | -- | ---- |
| 1. | Cleveland Cavaliers | 53 | 29 | 64,6 |
| 2. | Chicago Bulls       | 50 | 32 | 61,0 |
| 3. | Milwaukee Bucks     | 41 | 41 | 50,0 |
| 4. | Indiana Pacers      | 38 | 44 | 46,3 |
| 5. | Detroit Pistons     | 32 | 50 | 39,0 |

Southeast Division
|    | Classifica        | V  | P  | %    |
| -- | ----------------- | -- | -- | ---- |
| 1. | Atlanta Hawks     | 60 | 22 | 73,2 |
| 2. | Wash. Wizards     | 46 | 36 | 56,1 |
| 3. | Miami Heat        | 37 | 45 | 45,1 |
| 4. | Charlotte Hornets | 33 | 49 | 40,2 |
| 5. | Orlando Magic     | 25 | 57 | 30,5 |

### Classifica per conference
Western Conference
|     | Classifica          | V  | P  | %    |
| --- | ------------------- | -- | -- | ---- |
| 1.  | G.S. Warriors       | 67 | 15 | 81,7 |
| 2.  | Houston Rockets     | 56 | 26 | 68,3 |
| 3.  | L.A. Clippers       | 56 | 26 | 68,3 |
| 4.  | Memphis Grizzlies   | 55 | 27 | 67,1 |
| 5.  | San Antonio Spurs   | 55 | 27 | 67,1 |
| 6.  | Portland T. Blazers | 51 | 31 | 62,2 |
| 7.  | Dallas Mavericks    | 50 | 32 | 61,1 |
| 8.  | N.O. Pelicans       | 45 | 37 | 54,4 |
| 9.  | Oklahoma Thunder    | 45 | 37 | 54,4 |
| 10. | Phoenix Suns        | 39 | 43 | 47,8 |
| 11. | Utah Jazz           | 38 | 44 | 46,3 |
| 12. | Denver Nuggets      | 30 | 52 | 36,6 |
| 13. | Sacramento Kings    | 29 | 53 | 35,4 |
| 14. | L.A. Lakers         | 21 | 61 | 25,6 |
| 15. | Minnesota T'wolves  | 16 | 66 | 19,5 |

Eastern Conference
|     | Classifica          | V  | P  | %    |
| --- | ------------------- | -- | -- | ---- |
| 1.  | Atlanta Hawks       | 60 | 22 | 73,2 |
| 2.  | Cleveland Cavaliers | 53 | 29 | 64,6 |
| 3.  | Chicago Bulls       | 50 | 32 | 61,1 |
| 4.  | Toronto Raptors     | 49 | 33 | 59,8 |
| 5.  | Wash. Wizards       | 46 | 36 | 57   |
| 6.  | Milwaukee Bucks     | 41 | 41 | 50,0 |
| 7.  | Boston Celtics      | 40 | 42 | 48,8 |
| 8.  | Brooklyn Nets       | 38 | 44 | 46,3 |
| 9.  | Indiana Pacers      | 38 | 44 | 46,3 |
| 10. | Miami Heat          | 37 | 45 | 45,1 |
| 11. | Charlotte Hornets   | 33 | 49 | 40,2 |
| 12. | Detroit Pistons     | 32 | 50 | 38   |
| 13. | Orlando Magic       | 25 | 57 | 31,5 |
| 14. | Philadelphia 76ers  | 18 | 64 | 22,0 |
| 15. | N.Y. Knicks         | 17 | 65 | 20,7 |

## Statistiche
Aggiornata il 12 Marzo 2022

### Statistiche individuali
| Categoria     | Giocatore         | Squadra               | Statistiche |
| ------------- | ----------------- | --------------------- | ----------- |
| Punti         | Russell Westbrook | Oklahoma City Thunder | 28.1        |
| Rimbalzi      | DeAndre Jordan    | Los Angeles Clippers  | 15.0        |
| Assist        | Chris Paul        | Los Angeles Clippers  | 10.2        |
| Rubate        | Kawhi Leonard     | San Antonio Spurs     | 2.31        |
| Stoppate      | Anthony Davis     | New Orleans Pelicans  | 2.94        |
| Palle perse   | Russell Westbrook | Oklahoma City Thunder | 4.4         |
| Falli         | DeMarcus Cousins  | Sacramento Kings      | 4.1         |
| Minuti        | Jimmy Butler      | Chicago Bulls         | 38.7        |
| FG%           | DeAndre Jordan    | Los Angeles Clippers  | 71.0%       |
| FT%           | Stephen Curry     | Golden State Warriors | 91.4%       |
| 3FG%          | Kyle Korver       | Atlanta Hawks         | 49.2%       |
| Efficienza    | Anthony Davis     | New Orleans Pelicans  | 30.89       |
| Doppia-doppia | Pau Gasol         | Chicago Bulls         | 54          |
| Tripla-doppia | Russell Westbrook | Oklahoma City Thunder | 11          |

### Record Individuali per gara
| Categoria   | Giocatore        | Squadra               | Statistiche |
| ----------- | ---------------- | --------------------- | ----------- |
| Punti       | Kyrie Irving     | Cleveland Cavaliers   | 57          |
| Rimbalzi    | DeAndre Jordan   | Los Angeles Clippers  | 27          |
| Rimbalzi    | Andre Drummond   | Detroit Pistons       | 27          |
| Assist      | Brandon Jennings | Detroit Pistons       | 21          |
| Rubate      | Mario Chalmers   | Miami Heat            | 8           |
| Stoppate    | Hassan Whiteside | Miami Heat            | 12          |
| Tiri da tre | Stephen Curry    | Golden State Warriors | 11          |
| Tiri da tre | Kyrie Irving     | Cleveland Cavaliers   | 11          |

### Statistiche per squadra
| Categoria            | Squadra                | Statistiche |
| -------------------- | ---------------------- | ----------- |
| Punti per gara       | Golden State Warriors  | 110.0       |
| Rimbalzi per gara    | Oklahoma City Thunder  | 47.5        |
| Assist per gara      | Golden State Warriors  | 27.4        |
| Rubate per gara      | Milwaukee Bucks        | 9.6         |
| Rubate per gara      | Philadelphia 76ers     | 9.6         |
| Stoppate per gara    | New Orleans Pelicans   | 6.2         |
| Palle perse per gara | Philadelphia 76ers     | 17.7        |
| FG%                  | Golden State Warriors  | 47.9%       |
| FT%                  | Portland Trail Blazers | 80.1%       |
| 3FG%                 | Golden State Warriors  | 39.8%       |
| +/−                  | Golden State Warriors  | 10.1        |

## Premi NBA
- Most Valuable Player: Stephen Curry, Golden State Warriors[1]
- Defensive Player of the Year: Kawhi Leonard, San Antonio Spurs[2]
- Rookie of the Year: Andrew Wiggins, Minnesota Timberwolves[3]
- Sixth Man of the Year: Lou Williams, Toronto Raptors[4]
- Most Improved Player: Jimmy Butler, Chicago Bulls[5]
- Coach of the Year: Mike Budenholzer, Atlanta Hawks[6]
- Executive of the Year: Bob Myers, Golden State Warriors[7]
- Sportsmanship Award: Kyle Korver, Atlanta Hawks[8]
- J. Walter Kennedy Citizenship Award:Joakim Noah, Chicago Bulls
- Twyman–Stokes Teammate of the Year Award:Tim Duncan

- All-NBA First Team:
  - F Anthony Davis, New Orleans Pelicans
  - F LeBron James, Cleveland Cavaliers
  - C Marc Gasol, Memphis Grizzlies
  - G James Harden, Houston Rockets
  - G Stephen Curry, Golden State Warriors

- All-NBA Second Team:
  - F LaMarcus Aldridge, Portland Trail Blazers
  - F Pau Gasol, Chicago Bulls
  - C DeMarcus Cousins, Sacramento Kings
  - G Russell Westbrook, Oklahoma City Thunder
  - G Chris Paul, Los Angeles Clippers

- All-NBA Third Team:
  - F Blake Griffin, Los Angeles Clippers
  - F Tim Duncan, San Antonio Spurs
  - C DeAndre Jordan, Los Angeles Clippers
  - G Klay Thompson, Golden State Warriors
  - G Kyrie Irving, Cleveland Cavaliers

- NBA All-Defensive First Team:
  - F Kawhi Leonard, San Antonio Spurs
  - F Draymond Green, Golden State Warriors
  - C DeAndre Jordan, Los Angeles Clippers
  - G Tony Allen, Memphis Grizzlies
  - G Chris Paul, Los Angeles Clippers

- NBA All-Defensive Second Team:
  - F Anthony Davis, New Orleans Pelicans
  - F Tim Duncan, San Antonio Spurs
  - C Andrew Bogut, Golden State Warriors
  - G Jimmy Butler, Chicago Bulls
  - G John Wall, Washington Wizards

- NBA All-Rookie First Team:
  - F Nikola Mirotić, Chicago Bulls
  - F Andrew Wiggins, Minnesota Timberwolves
  - C Nerlens Noel, Philadelphia 76ers
  - G Jordan Clarkson, Los Angeles Lakers
  - G Elfrid Payton, Orlando Magic

- NBA All-Rookie Second Team:
  - F Bojan Bogdanović, Brooklyn Nets
  - F Langston Galloway, New York Knicks
  - C Jusuf Nurkić, Denver Nuggets
  - G Zach LaVine, Minnesota Timberwolves
  - G Marcus Smart, Boston Celtics

### Giocatore della settimana
| Settimana        | Eastern Conference                            | Western Conference                               | Ref.   |
| ---------------- | --------------------------------------------- | ------------------------------------------------ | ------ |
| Ott. 28 – Nov. 2 | Chris Bosh (Miami Heat) (1/1)                 | Klay Thompson (Golden State Warriors) (1/3)      | [ 9 ]  |
| Nov. 3–9         | Deron Williams (Brooklyn Nets) (1/1)          | Stephen Curry (Golden State Warriors) (1/2)      | [ 10 ] |
| Nov. 10–16       | LeBron James (Cleveland Cavaliers) (1/3)      | Damian Lillard (Portland Trail Blazers) (1/2)    | [ 11 ] |
| Nov. 17–23       | Louis Williams (Toronto Raptors) (1/1)        | DeMarcus Cousins (Sacramento Kings) (1/1)        | [ 12 ] |
| Nov. 24–30       | LeBron James (Cleveland Cavaliers) (2/3)      | Blake Griffin (Los Angeles Clippers) (1/1)       | [ 13 ] |
| Dec. 1-6         | Kyle Lowry (Toronto Raptors) (1/1)            | LaMarcus Aldridge (Portland Trail Blazers) (1/2) | [ 14 ] |
| Dic. 8–14        | John Wall (Washington Wizards) (1/1)          | James Harden (Houston Rockets) (1/3)             | [ 15 ] |
| Dic. 15–21       | Al Horford (Atlanta Hawks) (1/2)              | LaMarcus Aldridge (Portland Trail Blazers) (2/2) | [ 16 ] |
| Dic. 22–28       | Jimmy Butler (Chicago Bulls) (1/1)            | James Harden (Houston Rockets) (2/3)             | [ 17 ] |
| Dic. 29 – Gen. 4 | Jeff Teague (Atlanta Hawks) (1/1)             | Kevin Durant (Oklahoma City Thunder) (1/1)       | [ 18 ] |
| Gen. 5–11        | Kemba Walker (Charlotte Hornets) (1/1)        | Klay Thompson (Golden State Warriors) (2/3)      | [ 19 ] |
| Gen. 12–18       | Al Horford (Atlanta Hawks) (2/2)              | Mo Williams (Minnesota Timberwolves) (1/2)       | [ 20 ] |
| Gen. 19–25       | LeBron James (Cleveland Cavaliers) (3/3)      | Klay Thompson (Golden State Warriors) (3/3)      | [ 21 ] |
| Gen. 26 – Feb. 1 | Kyrie Irving (Cleveland Cavaliers) (1/2)      | Zach Randolph (Memphis Grizzlies) (1/1)          | [ 22 ] |
| Feb. 2-8         | Giannīs Antetokounmpo (Milwaukee Bucks) (1/1) | Russell Westbrook (Oklahoma City Thunder) (1/2)  | [ 23 ] |
| Feb. 23 – Mar. 1 | Isaiah Thomas (Boston Celtics) (1/2)          | Damian Lillard (Portland Trail Blazers) (2/2)    | [ 24 ] |
| Mar. 2-8         | Mo Williams (Charlotte Hornets) (2/2)         | Russell Westbrook (Oklahoma City Thunder) (2/2)  | [ 25 ] |
| Mar. 9–15        | Kyrie Irving (Cleveland Cavaliers) (2/2)      | Anthony Davis (New Orleans Pelicans) (1/1)       | [ 26 ] |
| Mar. 16–22       | Dwyane Wade (Miami Heat) (1/1)                | Chris Paul (Los Angeles Clippers) (1/1)          | [ 27 ] |
| Mar. 23–29       | Brook Lopez (Brooklyn Nets) (1/2)             | Stephen Curry (Golden State Warriors) (2/2)      | [ 28 ] |
| Mar. 30 – Apr. 5 | Brook Lopez (Brooklyn Nets) (2/2)             | James Harden (Houston Rockets) (3/3)             | [ 29 ] |
| Apr. 6–12        | Isaiah Thomas (Boston Celtics) (2/2)          | Tim Duncan (San Antonio Spurs) (1/1)             | [ 30 ] |

### Giocatore del mese
| Mese             | Eastern Conference                       | Western Conference                              | Ref.   |
| ---------------- | ---------------------------------------- | ----------------------------------------------- | ------ |
| Ottobre/Novembre | Jimmy Butler (Chicago Bulls) (1/1)       | Stephen Curry (Golden State Warriors) (1/1)     | [ 31 ] |
| Dicembre         | Kyle Lowry (Toronto Raptors) (1/1)       | James Harden (Houston Rockets) (1/2)            | [ 32 ] |
| Gennaio          | Atlanta Hawks' starting lineup (1/1)     | James Harden (Houston Rockets) (2/2)            | [ 34 ] |
| Febbraio         | LeBron James (Cleveland Cavaliers) (1/2) | Russell Westbrook (Oklahoma City Thunder) (1/3) | [ 35 ] |
| Marzo            | LeBron James (Cleveland Cavaliers) (2/2) | Russell Westbrook (Oklahoma City Thunder) (2/3) | [ 36 ] |
| Aprile           | DeMar DeRozan (Toronto Raptors) (1/1)    | Russell Westbrook (Oklahoma City Thunder) (3/3) | [ 37 ] |

### Rookies del mese
| Mese             | Eastern Conference                     | Western Conference                            | Ref.   |
| ---------------- | -------------------------------------- | --------------------------------------------- | ------ |
| Ottobre/Novembre | Jabari Parker (Milwaukee Bucks) (1/1)  | Andrew Wiggins (Minnesota Timberwolves) (1/4) | [ 38 ] |
| Dicembre         | Nikola Mirotić (Chicago Bulls) (1/2)   | Andrew Wiggins (Minnesota Timberwolves) (2/4) | [ 39 ] |
| Gennaio          | Elfrid Payton (Orlando Magic) (1/1)    | Andrew Wiggins (Minnesota Timberwolves) (3/4) | [ 40 ] |
| Febbraio         | Marcus Smart (Boston Celtics) (1/1)    | Andrew Wiggins (Minnesota Timberwolves) (4/4) | [ 41 ] |
| Marzo            | Nikola Mirotić (Chicago Bulls) (2/2)   | Jordan Clarkson (Los Angeles Lakers) (1/1)    | [ 42 ] |
| Aprile           | Bojan Bogdanović (Brooklyn Nets) (1/1) | Rodney Hood (Utah Jazz) (1/1)                 | [ 43 ] |

### Allenatore del mese
| Mese             | Eastern Conference                      | Western Conference                          | Ref.   |
| ---------------- | --------------------------------------- | ------------------------------------------- | ------ |
| Ottobre/Novembre | Dwane Casey (Toronto Raptors) (1/1)     | Dave Joerger (Memphis Grizzlies) (1/1)      | [ 44 ] |
| Dicembre         | Mike Budenholzer (Atlanta Hawks) (1/2)  | Terry Stotts (Portland Trail Blazers) (1/1) | [ 45 ] |
| Gennaio          | Mike Budenholzer (Atlanta Hawks) (2/2)  | Steve Kerr (Golden State Warriors) (1/2)    | [ 46 ] |
| Febbraio         | Frank Vogel (Indiana Pacers) (1/1)      | Scott Brooks (Oklahoma City Thunder) (1/1)  | [ 47 ] |
| Marzo            | David Blatt (Cleveland Cavaliers) (1/1) | Steve Kerr (Golden State Warriors) (2/2)    | [ 48 ] |
| Aprile           | Brad Stevens (Boston Celtics) (1/1)     | Doc Rivers (Los Angeles Clippers) (1/1)     | [ 49 ] |